# 1940 في المملكة المتحدة
فيما يلي قوائم الأحداث التي وقعت خلال عام 1940 في المملكة المتحدة.

## أحداث
- 7 سبتمبر – قصف لندن
- 10 يوليو – معركة بريطانيا

## سياسة

### تعيين في المنصب
- 3 أبريل – هوارد كينغسلي وود اللورد أمين الختم الكنيف [الإنجليزية]‏،مستشار الخزانة.
- 10 مايو – ونستون تشرشل رئيس وزراء المملكة المتحدة، وزير الدفاع [الإنجليزية]‏،زعيم حزب المحافظين (المملكة المتحدة).
- 11 مايو – كليمنت أتلي اللورد أمين الختم الكنيف [الإنجليزية]‏.
- 13 مايو – إرنست بفين Secretary of State for Employment [الإنجليزية]‏.

### انتهاء فترة المنصب
- 3 أبريل – هوارد كينغسلي وود Secretary of State for Air [الإنجليزية]‏،اللورد أمين الختم الكنيف [الإنجليزية]‏.
- 10 مايو – نيفيل تشامبرلين رئيس وزراء المملكة المتحدة،زعيم حزب المحافظين (المملكة المتحدة).
- 22 ديسمبر – إدوارد وود وزير الدولة للشؤون الخارجية وشؤون الكومنولث [الإنجليزية]‏.

## ظهور
- 1 يناير – الجريمة النائمة رواية من تأليف أجاثا كريستي.

## أفلام
من الأفلام التي صدرت هذه السنة في المملكة المتحدة:
- 1 يناير – لص بغداد من إخراج لودفيغ بيرغر، Zoltan Korda [الإنجليزية]‏، ويليام كاميرون منزيس، مايكل باول، الكسندر كوردا، تيم ويلان [الإنجليزية]‏.

## كتب
من الكتب التي صدرت هذه السنة في المملكة المتحدة:
- 1 يناير – السرو الحزين من تأليف أجاثا كريستي.
- 1 يناير – إبزيم الحذاء من تأليف أجاثا كريستي.
- 1 يناير – دفاع رياضياتي من تأليف غودفري هارولد هاردي.

## مواليد

### يناير
- 1 يناير – ريتشارد رايدر نفساني من المملكة المتحدة.
- 1 يناير – غاريث بيرس
- 4 يناير – بريان جوزيفسن
- 22 يناير – جون هرت ممثل بريطاني.
- 23 يناير – برايان لابون لاعب كرة قدم إنجليزي.
- 27 يناير – هيو بورتر

### فبراير
- 5 فبراير – باري هوبان درّاج طريق من المملكة المتحدة.
- 17 فبراير – بوبي وليامز لاعب كرة قدم إنجليزي.
- 20 فبراير – جيمي غريفز لاعب كرة قدم إنجليزي.
- 21 فبراير – بيتر جثين سائق فورمولا 1 من المملكة المتحدة.
- 24 فبراير – دينيس لو لاعب كرة قدم إسكتلندي.
- 28 فبراير – غلوريا باول

### مارس
- 2 مارس – بيلي مكنيل لاعب ومدرب كرة قدم اسكتلندي.
- 23 مارس – جون بيش لاعب كرة مضرب من المملكة المتحدة.

### أبريل
- 2 أبريل – مايك هايلوود
- 4 أبريل – ريتشارد أتوود
- 15 أبريل – جيفري آرتشر
- 19 أبريل – سام سالت

### مايو
- 2 مايو – كليف وايت حكم كرة قدم من المملكة المتحدة.
- 7 مايو – أنجيلا كارتر روائية إنجليزية.
- 13 مايو – بروس شاتوين
- 14 مايو – تومي لورانس لاعب كرة قدم اسكتلندي.
- 16 مايو – غاريث روبرتس فيزيائي بريطاني.
- 18 مايو – كولن أديسون لاعب كرة قدم.
- 29 مايو – فاروق ليغاري سياسي باكستاني.

### يونيو
- 7 يونيو – توم جونز
- 21 يونيو – مايكل روس فيلسوف كندي.
- 23 يونيو – ستيوارت سوتكليف

### يوليو
- 1 يوليو – كريغ براون لاعب ومدرب كرة قدم اسكتلندي.
- 7 يوليو – رينغو ستار
- 13 يوليو – باتريك ستيوارت

### سبتمبر
- 1 سبتمبر – برايان جونسون مخرج أفلام من المملكة المتحدة.
- 3 سبتمبر – بولين كولينز ممثلة بريطانية.
- 11 سبتمبر – جاك بوديل ملاكم من المملكة المتحدة.
- 11 سبتمبر – مايك سانجستر لاعب كرة مضرب بريطاني.
- 27 سبتمبر – أندي ويلسون لاعب كرة قدم إنجليزي.

### أكتوبر
- 9 أكتوبر – جون لينون

### ديسمبر
- 28 ديسمبر – بيتر نيومان

## وفيات

### يناير
- 1 يناير – روبرت ووكر (مواليد 1884) لاعب كرة قدم من المملكة المتحدة.
- 1 يناير – هاري غراهام (مواليد 1887)
- 1 يناير – هوارد سبنسر (مواليد 1875) لاعب كرة قدم إنجليزي.

### فبراير
- 11 فبراير – جون بوشان (مواليد 1875) سياسي بريطاني.

### مارس
- 22 مارس – مرجليوث (مواليد 1858) مستشرق من المملكة المتحدة.

### أبريل
- 1 أبريل – جون هوبسون (مواليد 1858) اقتصادي من المملكة المتحدة.
- 9 أبريل – السيدة باتريك كامبل (مواليد 1865)
- 18 أبريل – هربرت فيشر (مواليد 1865) سياسي بريطاني.

### مايو
- 2 مايو – إرنست جويس (مواليد 1875) مستكشف من المملكة المتحدة.

### يونيو
- 17 يونيو – آرثر هاردن (مواليد 1865)
- 24 يونيو – ألفريد فاولر (مواليد 1868) عالم فلك بريطاني.
- 25 يونيو – توم كوبر (مواليد 1904) لاعب كرة قدم.

### أغسطس
- 30 أغسطس – جوزيف جون طومسون (مواليد 1856) فيزيائي بريطاني.

### نوفمبر
- 9 نوفمبر – نيفيل تشامبرلين (مواليد 1869)
- 19 نوفمبر – بوب غليندينينغ (مواليد 1888) لاعب ومدرب كرة قدم إنجليزي.
- 26 نوفمبر – هارولد هارمسورث (مواليد 1868) سياسي من المملكة المتحدة.